# 守口市立金田小学校
守口市立金田小学校（もりぐちしりつ きんだしょうがっこう）は、大阪府守口市にある公立小学校。
守口市の東部を校区とし、校区は寝屋川市に接している。従来の守口市立庭窪小学校の校区を分離する形で、1969年に開校した。

## 沿革
- 1969年4月 - 開校

## 通学区域
- 守口市 金田町2丁目-6丁目、佐太東町2丁目。

卒業生は守口市立庭窪中学校に進学する。

## 交通
- 京阪本線 大和田駅 北へ約2km。